# Soft White Underbelly
 (juillet 2025).

Logo de la chaîne Youtube

Soft White Underbelly est une chaîne YouTube américaine de Mark Laita qui interviewe « des personnes qui sont fréquemment invisibles dans la société - les sans-abri, les travailleurs du sexe, les toxicomanes chroniques, les fugueurs, les membres de gangs, les pauvres et les malades »,. Laita, qui travaille auparavant comme photographe publicitaire, crée la chaîne en avril 2016 comme une extension de son livre de photos de 2009, Created Equal.

## Interviews
Laita crée la chaîne YouTube en avril 2016. Après avoir publié une interview avec une prostituée de 21 ans nommée Kelly en décembre 2019, la chaîne passe de 3000 abonnés à plus de 500 000 abonnés en moins de trois mois.
De nombreuses interviews se déroulent dans le petit studio de Laita à Skid Row à Los Angeles, devant une toile de fond que le magazine Paper qualifie de « digne d'une photo d'annuaire scolaire », et consistent en des questions sur l'enfance, le mode de vie et les projets d'avenir de la personne interviewée. Il prend un portrait en noir et blanc des sujets pour l'utiliser comme miniature de la vidéo sur YouTube. Laita dédommage ses sujets de diverses manières, notamment en leur donnant de l'argent, en leur achetant des téléphones et en finançant des programmes de désintoxication. Un sujet, Kelly, déclare au The Washington Post que Laita est connu à Skid Row comme quelqu'un qui parle aux gens et leur donne de l'argent. En 2020, The Washington Post rapporte qu'il donne entre 20 et 40 dollars aux personnes interviewées et jusqu'à 100 dollars à celles qui sont plus exposées, comme les trafiquants de drogue et les travailleurs du sexe. Il ne partage pas toujours les détails de la compensation qu'il offre aux sujets, et il déclare à Paper : « Je ne veux pas que ce soient des vidéos sur moi aidant les gens. Je trouve ça assez dégoûtant ».
Beaucoup des personnes interviewées sur la chaîne sont des résidents de Skid Row. Les sujets incluent une ancienne prostituée de 13 ans, d'anciennes femmes amish, des clowns atteints de TOC, et le chauffeur du bus de tournée du Dave Matthews Band, Jerry Fitzpatrick (qui commente l'incident du Dave Matthews Band à Chicago). Certains des personnages les plus connus de la chaîne sont les Whittaker, une famille consanguine de la région rurale d'Odd, en Virginie-Occidentale, à qui Laita rend visite. Dans les vidéos, Laita emmène la famille à des excursions telles que la foire d'État, un bowling et des virées shopping. Laita organise une collecte de fonds participative pour acheter une nouvelle maison à la famille Whittaker. En 2024, le YouTuber Tyler Oliveira met en doute l'honnêteté de Laita et publie une vidéo chez les Whittaker dans laquelle un membre de la famille demande : « Quelle maison ? » et « Mark dit que nous n'avons plus d'argent » dans la collecte de fonds. Laita répond avec des reçus de plus de 100 000 dollars qu'il a envoyés à la famille au cours des trois années où ils ont filmé ensemble,. Laita déclare qu'un des Whittaker a menti sur la mort de son père et a demandé de l'argent pour les funérailles, qu'elle a utilisé pour acheter de la drogue. Un autre personnage important est Rebecca, une femme trans sans-abri de 26 ans à Skid Row, dont la personnalité et les réflexions sur la mode et la culture ont attiré des fans fidèles et dont les luttes contre la toxicomanie sont montrées en temps réel.

## Réception
Lateshia Beachum écrit dans le The Washington Post que « les vidéos chaleureusement éclairées de Laita sont des portraits de toxicomanes qui racontent avec détachement les abus sexuels de leur enfance, de travailleurs du sexe qui versent des larmes en racontant la trahison qui les a conduits à être victimes de la traite dans leur enfance, et de membres de gangs qui parlent du manque d'affection de leurs parents ». Breanna Robinson écrit dans Indy100 que « Soft White Underbelly est captivant par la manière dont il humanise ceux qui portent le sceau de la condamnation de la société ».
La chaîne gagne en notoriété en 2021 après le décès d'une de ses interviewées, apparue trois fois, une travailleuse du sexe de 25 ans et ancienne toxicomane au crack nommée Amanda,,.
Des commentateurs et des critiques expriment des inquiétudes quant au fait que les vidéos de Laita relèvent du poverty porn. Certains remettent en question la véracité des histoires que les sujets racontent sur eux-mêmes.